# ド・ブロイ公爵夫人の肖像
『ド・ブロイ公爵夫人の肖像』（ド・ブロイこうしゃくふじんのしょうぞう、仏: La Princesse de Brogli, 英: The Princesse de Brogli）は、フランス新古典主義の巨匠ドミニク・アングルが1851年から1853年に制作した肖像画である。油彩。現在はニューヨークのメトロポリタン美術館に所蔵されている。

## 概要
本作品は1845年に儀礼称号であるプリンセスを採用し、後にフランスの首相となる第4代ブロイ公爵ジャック＝ヴィクトル＝アルベールと結婚したポリーヌ・ド・ブロイ（Pauline de Broglie）を描いている。
1853年に肖像画が完成したときポリーヌは28歳であった。彼女は聡明であり、またその美しさで広く知られていたが、自身の内気な性格に深刻な悩みを抱えていた。絵画はそんな彼女が感じている憂鬱さを捉えている。その後、ポリーヌは30代前半に結核に感染し、1860年に35歳の若さで死去した。アルベールは1901年（79歳）まで生きたが、最愛の妻を失った彼は再婚しなかった。
アングルは注文された肖像画の準備において、それぞれがポリーヌの個性と好みの感覚を捉えているいくつかの習作素描に着手した。それらは立った姿勢と異なる様式のドレスを含む様々なポーズを示している。完成した絵画は『ドーソンヴィル伯爵夫人』（Comtesse d'Haussonville, 1845年）、『ロートシルト男爵夫人』（Baronne de Rothschild, 1848年）および『イネス・モワテシエ夫人』（Madame Moitessier, 1856年）といった肖像画とともに、アングル後期の最も素晴らしい女性の肖像画の１つと考えられている。
画家が手がけた多くの女性の肖像画と同様に、ポリーヌの身体はしっかりした骨格を欠いているように見えるが、衣装とセッティングのディテールは冷ややかさを感じさせる精密さで描写されている。絵画はアングルのサインがされ、1853年の日付が付されている。

## 注文

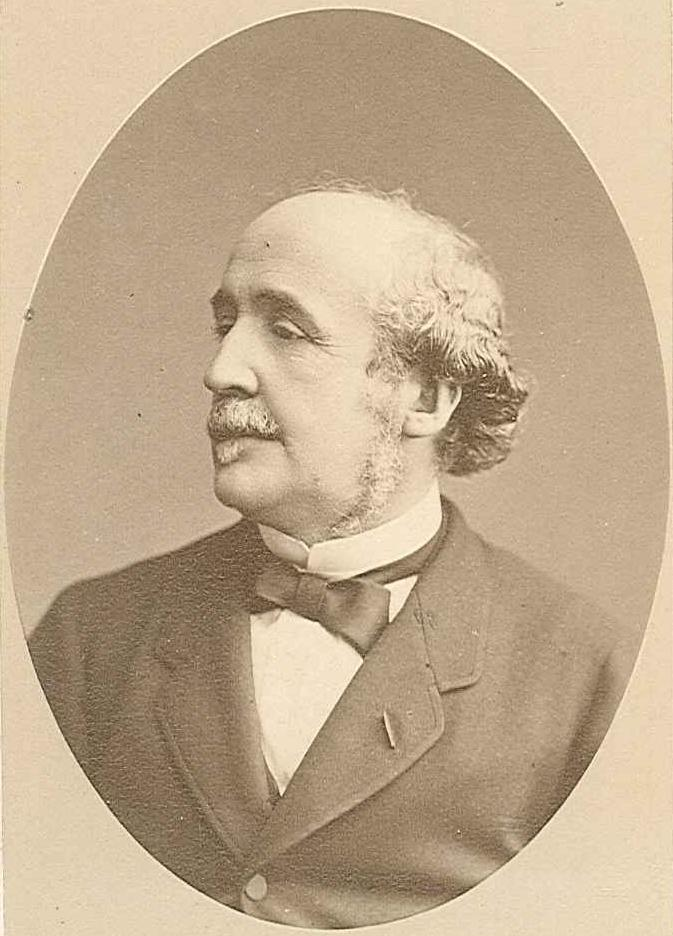
アルベール・ド・ブロイ。1873年、1877年に首相。

ポリーヌ・ド・ブロイ（旧姓：ジョゼフィーヌ＝エレオノール＝マリ＝ポリーヌ・ド・ガラール・ド・ブラサック・ド・ベアルン, Joséphine-Éléonore-Marie-Pauline de Galard de Brassac de Béarn, 1825–1860）は、1845年6月18日にアルベール・ド・ブロイと結婚し、5人の息子に恵まれた。高位の王族ではなかったが、結婚の際に2人は各々をプリンスおよびプリンセスの様式に則った。ポリーヌは生涯読書に励み、また多くの著書を執筆した非常に聡明で敬虔な女性であった。彼女の内気な性格はよく知られていた。 彼女は際立って美しく魅力的であると広く考えられていたが、彼女に恥ずかしい思いをさせないために、周囲の人間はしばしば彼女と目を合わせることを避けた。アルベールは妻を熱愛し、彼の姉妹であるドーソンヴィル伯爵夫人ルーイズ・ド・ブロイを描いたアングルの1845年の肖像画に感銘を受けて、妻の肖像画を画家に依頼した。

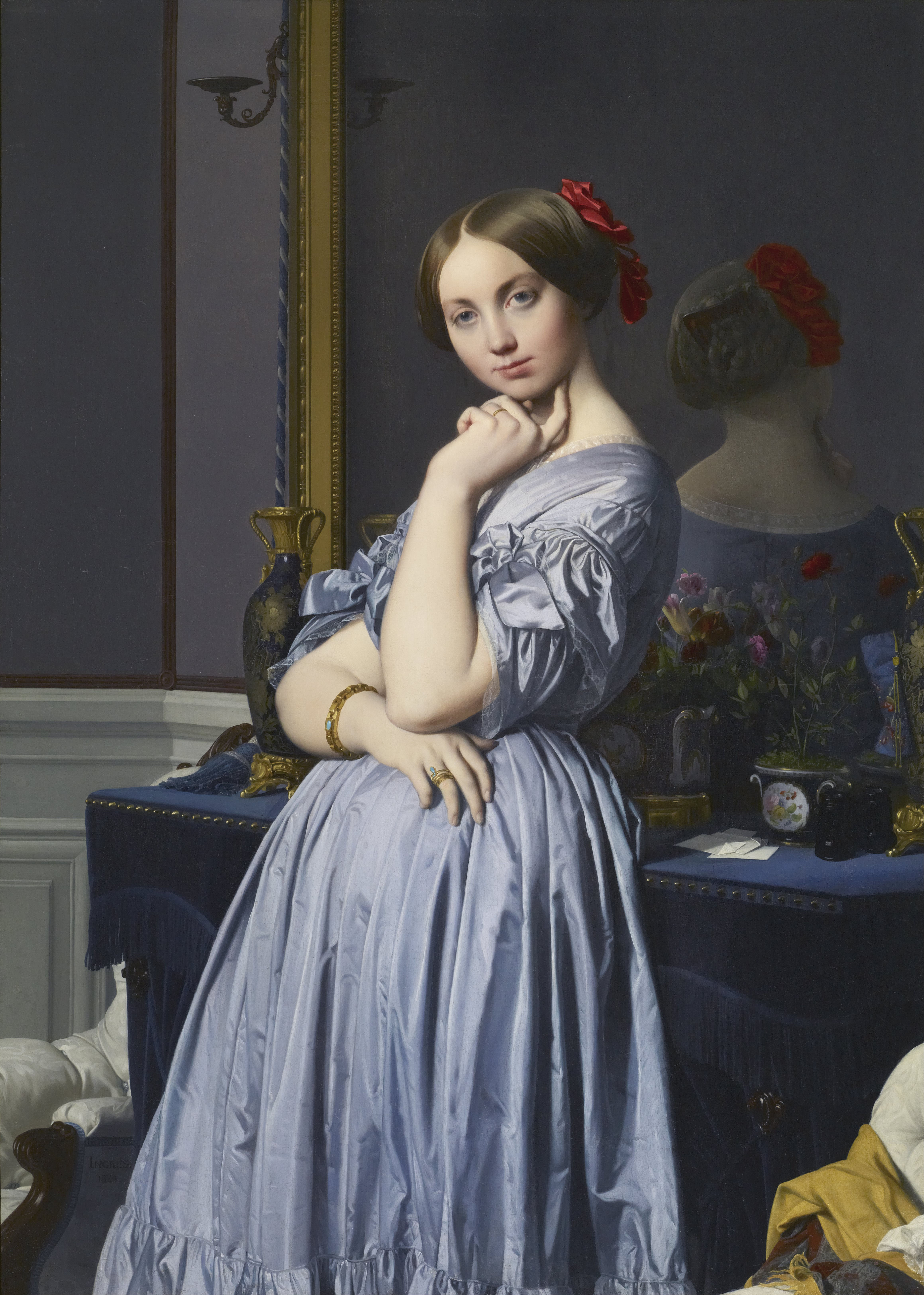
『ドーソンヴィル伯爵夫人の肖像』1845年。ニューヨーク、フリック・コレクション所蔵。

アルベールは肖像画の約束を取りつけるために1850年頃アングルに話を持ち掛けた。アングルは1850年1月にブロイ家と食事をし、ある目撃者によれば「モデルに非常に満足しているようであった」。
アングルの主な収入源は肖像画によるものだったが、それを描くことは彼が強く心に抱いていた（キャリアの初期の段階でははるかに収入の少なかった）歴史画への情熱にとって煩わしさ以外の何物でもなかった。皮肉にも彼はもはや肖像画に頼らなくても十分に成功した1840年代に肖像画で称賛を浴びた。この作品はアングルの最後から2番目の女性の肖像画であり、そして最後の社交界の肖像画だった。
ジャック＝ルイ・ダヴィッドの制作方法に影響されて、アングルはプロの美術モデルを採用したいくつかの裸婦の準備素描から始めた。贅沢な衣装とアクセサリーをどう構築するか決定する前に、彼はボナ美術館の習作に見られるように、モデルの基礎となる解剖学的構造の画像を作った。注文に関する記録は残されておらず、加えて出来事の正確な順序ははっきり分からないが、素描から彼女のイブニングドレスが流行した1850年に日付を定めることができる。アングルは「J. INGRES. pit 1853」と左中央部分に最後にサインと日付を記入している。

## 準備習作
ド・ブロイ公爵夫人の準備素描は他の後期の肖像画に比べて比較的現存数が少ない。アングルの通常のテクニックは素描を使って最終的な作品を描くことと、重要性の低い箇所を塗る指示を助手に出すことだった。他のいくつかの素描は失われたか破棄されたのかもしれない。
現存する素描は1850年から1853年のもので、紙かあるいはトレーシングペーパーの上にグラファイトで描かれている。それらは緻密さとディテールの点で一様ではないが、アングルがモデルの最終的な形態とポーズを熟慮していたことを示している。最も初期のものは椅子に座ったポーズの王女の簡単な素描から成る。アングルが交差した腕の2つの異なる位置を使って実験した、本質的に最終的なポーズで立っている裸婦の全身素描がある。2度目の全身素描では服装の図が示されている。他の2つは彼女の手に焦点を当てている。左手を首に向けそして絵画よりもシンプルな衣装を着て立っているプリンセスの非常に完成度の高い素描は、絵画のための素描かあるいは独立した作品かもしれない（下図2枚目）。これらの5つか6つの現存する素描のほかに、ほぼ同じ数の素描が失われたことが知られている。

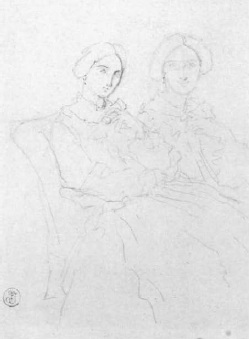
『ド・ブロイ公爵夫人の肖像のための習作』1850年-1851年頃。
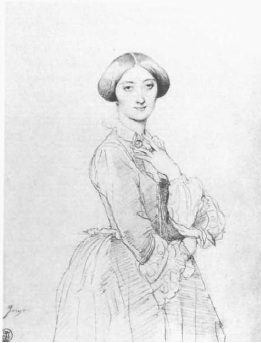
『ド・ブロイ公爵夫人』1851年-1852年頃。紙にグラファイト、31.2 x 23.5 cm。個人蔵
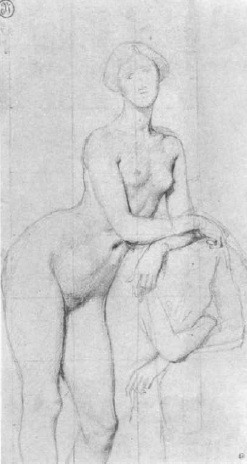
『習作』1852年-1853年頃。紙にグラファイト、30 x 16 cm。バイヨンヌ, ボナ美術館
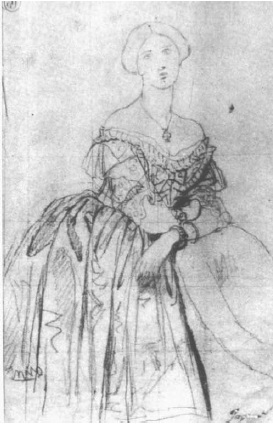
『習作』1852年-1853年頃。紙にグラファイトと赤チョーク、27.8 x 17.5 cm。所在不明

絵画の中心的なモチーフは、彼女の楕円形の顔、アーチ型の眉毛、そして反対側の袖の中に片方の手を詰め込んだ彼女の腕を組むときの癖が現れている最も初期の研究ですでに確立されていた。アングルはド・ブロイ公爵夫人を描くことが困難であると感じ、細部にわたって苦痛だと感じた。彼は長年の友人でありパトロンであったシャルル・マルコット・ダルジャントゥイユに「私が彼女の家で描いているド・ブロイ公爵夫人の背景に目を瞑っています、そしてそれは私が大いに前進するのを助けます。しかし、悲しいかな、これらの肖像画はどうして私を苦しませるのでしょうか、そしてこれはきっと最後のものになるでしょう、とはいえ、デルフィーヌ（アングルの2番目の妻）の肖像画は別です」と手紙に書いた（デルフィーヌはシャルル・マルコットの姪であり、画家と姪を引き合わせたのは他ならぬ彼である）。

## 描写

### 絵画

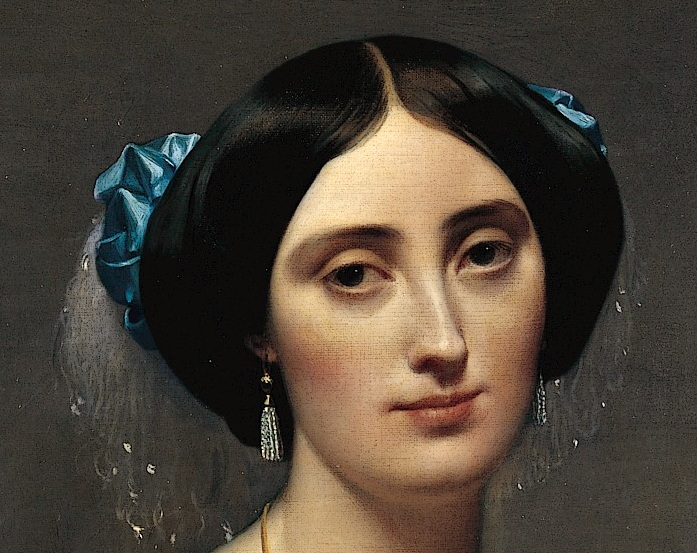
頭部と首のディテール。彼女の真珠のイヤリングとマラブー。

『ド・ブロイ公爵夫人の肖像』は四分の三正面像で示され、贅沢に布張りされた淡い金色のダマスク織りのアームチェアに腕を置いている。彼女の頭は鑑賞者から見て左を向き、黒い髪はしっかり引っ詰められて青いサテンのリボンで結ばれている。彼女はパリのユニヴェルシテ通り90にある家族の家におり、イブニングドレスをまとった姿は彼女がその夜まさに出発するところであるということを暗示している。彼女は当時のパリのトップモード、特に衣装、ジュエリー、家具における当時の絢爛な第二帝政期の流行に身を包んでいる。彼女は金の刺繍がされたイブニングショールと、レースとリボンのトリムが付いている、オフショルダーの淡い青色のサテンのフープスカートのボールガウンを身に着けている。髪はドレスとマッチした青いリボンの結び目で飾られた薄いフリルで覆われている。
彼女の装飾品にはネックレス、タッセルイヤリング、左右の手首につけたブレスレットが含まれている。クロスパティーのペンダントは彼女の信仰心を意味し、おそらくフォルトゥナート・ピオ・カステラーニあるいはメレリオ・ディ・メレーによってデザインされた。イヤリングは小さな天然真珠のカスケードから作られている。彼女の左手首にはひとつながりの真珠のブレスレットがある。右手のブレスレットは赤のエナメルとダイヤモンドをセットにした金の環で作られている。ネックレスは、オリジナルの古代ローマのお守りのように見える金製のペンダントに二重に輪になったチェーンが通されている。

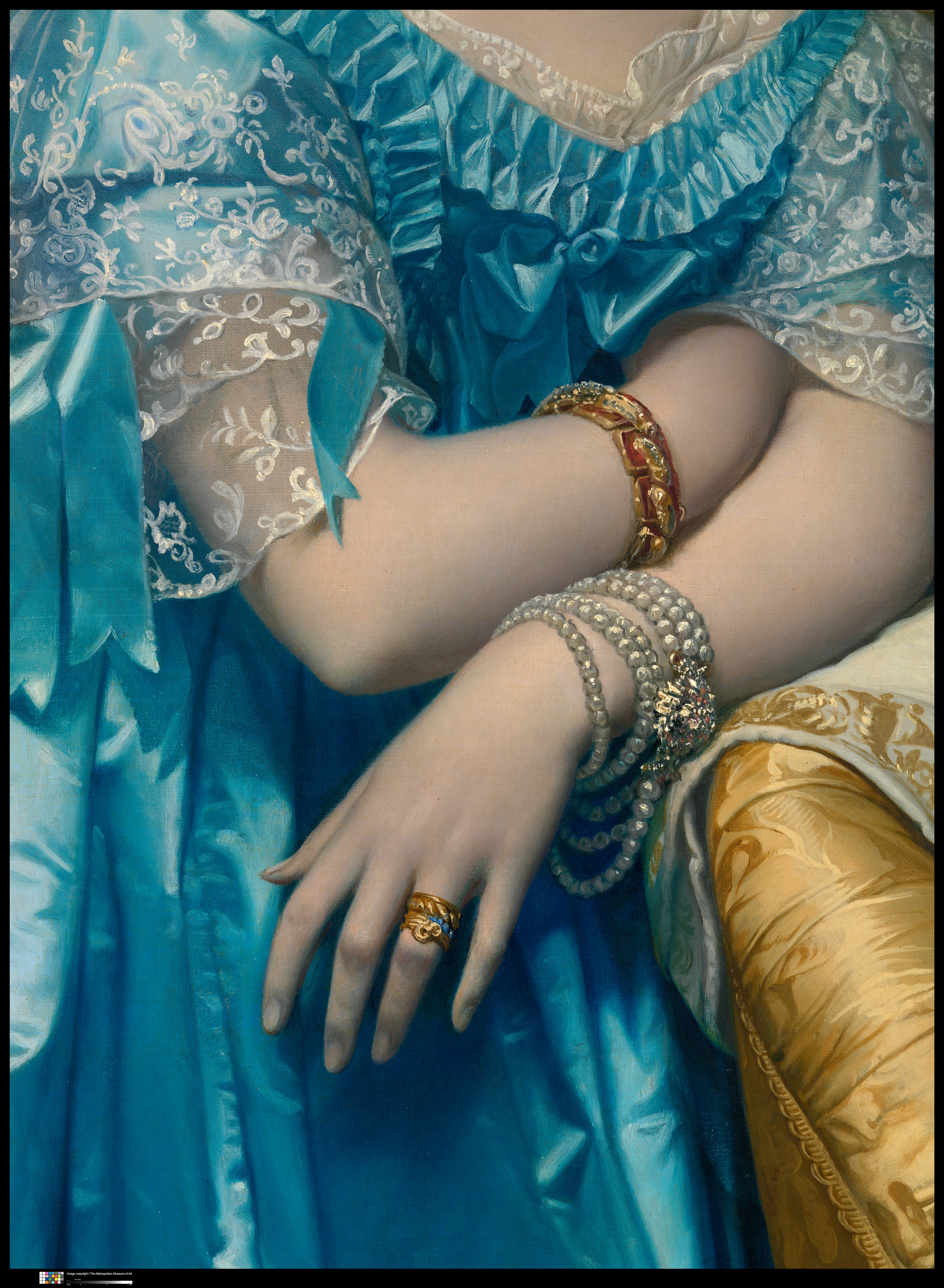
レースドレスと、ブレスレット、指輪。右手は袖の中に押し込まれており、左手は細長い指を見せている。

アングルのすべての女性の肖像画と同様に、彼女の身体はしっかりした骨格を欠いているように見える。彼女の首は異常に伸び、腕は骨がないか脱臼しているようであり、同時に左前腕はモデル化されておらず、筋肉組織が欠如している。彼女は大変な美人として広く知られていたが、彼女の楕円形の顔と表情は他の前景の諸要素に与えられたディテールのレベルが抑えられ、理想化されている。
絵画はグレー、ホワイト、ブルー、イエロー、ゴールドの色相で構成されている。衣装と装飾は美術史家が初期フランドル派の画家ヤン・ファン・エイクと比較した最高水準の精緻さ、クリプス性、そしてリアリズムで描かれている。絵画は多くの点で厳格である。美術史家ロバート・ローゼンブラムは、「ガラスのような冷たさ」、そして「このうえなく素晴らしい、銀色の涼やかさのために、おそらくフェルメールのみが匹敵することのできる驚くべき色彩の調和」と述べている。彼女の顔の特徴は彫像的であり、所所に磁器の品質を見せている。絵画は彼女の髪の輪郭の周りと黄色い椅子の周りを含むいくつかのペンティメント（pentimenti）を含んでいる。水平方向の帯の幅は約2.5 cmで、頭の両側のイヤリングに近い黄色い絵具で構成されている。それらはモールディングの位置をプロットするのに使われたらしい。椅子の上に置かれた黒い帽子は後から追加されたようだ。画家が下地のできたキャンバスに準備素描で確立した形と位置をトレースしたように思われる下絵のパサージュ（「通路」の意）が見て取れる。これらは左肩と胸部を囲む四角形の線を含んでいる。またボディスの狭い胴と上端をマッピングする線がある。

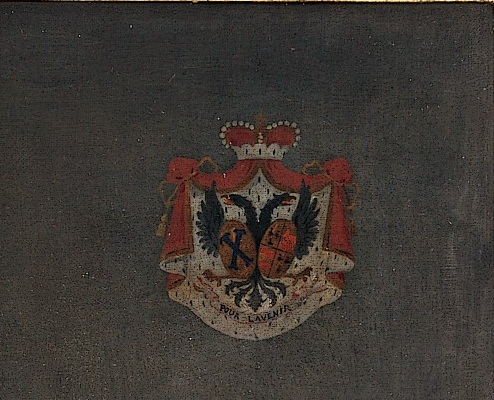
ブロイ家とベアルン家の紋章を組み合わせた紋章。

ドーソンヴィル伯爵夫人の肖像画あるいはアングルの後期のほぼ全ての肖像画に比べ、背景はおそらく紋章を強調するために平面的で特徴がない。それは線状の作りの金色に塗装された木製のモールディングと、ブロイ家とベアルン家の紋章を組み合わせた架空の紋章が施された、くすんだ柔らかく淡い灰色と均一な質感の壁で構成されている。灰色の壁はかろうじて識別できる濃い青色の顔料で強調されている。このミニマリストのアプローチは、モデルがしばしば特徴のない背景と対比されていた、彼の初期の女性の肖像画の「厳格な優雅さ」を反映している。彼女の頭の傾きとドレスのきらめくひだが微妙な動きを暗示すると同時に、精緻にレンダリングされたディテールと幾何学的背景が静止した印象を作り出している。

### 額縁

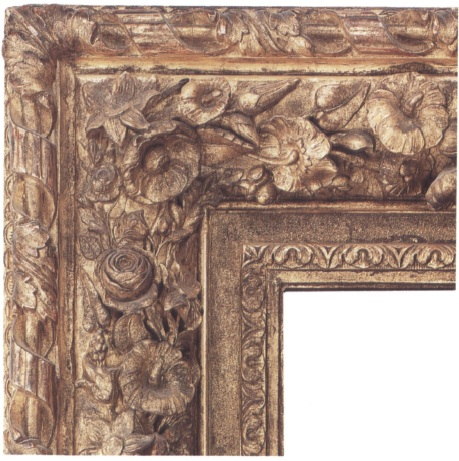
ルイ13世様式の卵状モールディングの額縁。合衆国内で1950年から1960年頃に制作された。

現在の額縁の外側のサイズは 157 × 125.6 cm で、金色に塗られた飾り花の花輪が並んだピンクオレンジの松材でできている。その装飾は卵状のモールディングの上に施されている。それは1950年から1960年（メトロポリタン美術館が作品を購入した頃）にアメリカ合衆国で、アングルの時代に流行したフランスのルイ13世様式で制作された。それは、まず間違いなくオリジナルとして制作され1856年の日付を持つ、『イネス・モワテシエ夫人』に使用された額縁に似ており、おそらくそれをモデルとしている。肖像画に使用されたオリジナルの石膏額縁は遅くとも1860年頃に完成し、現在のものに似ていたと考えられている。

## 反応

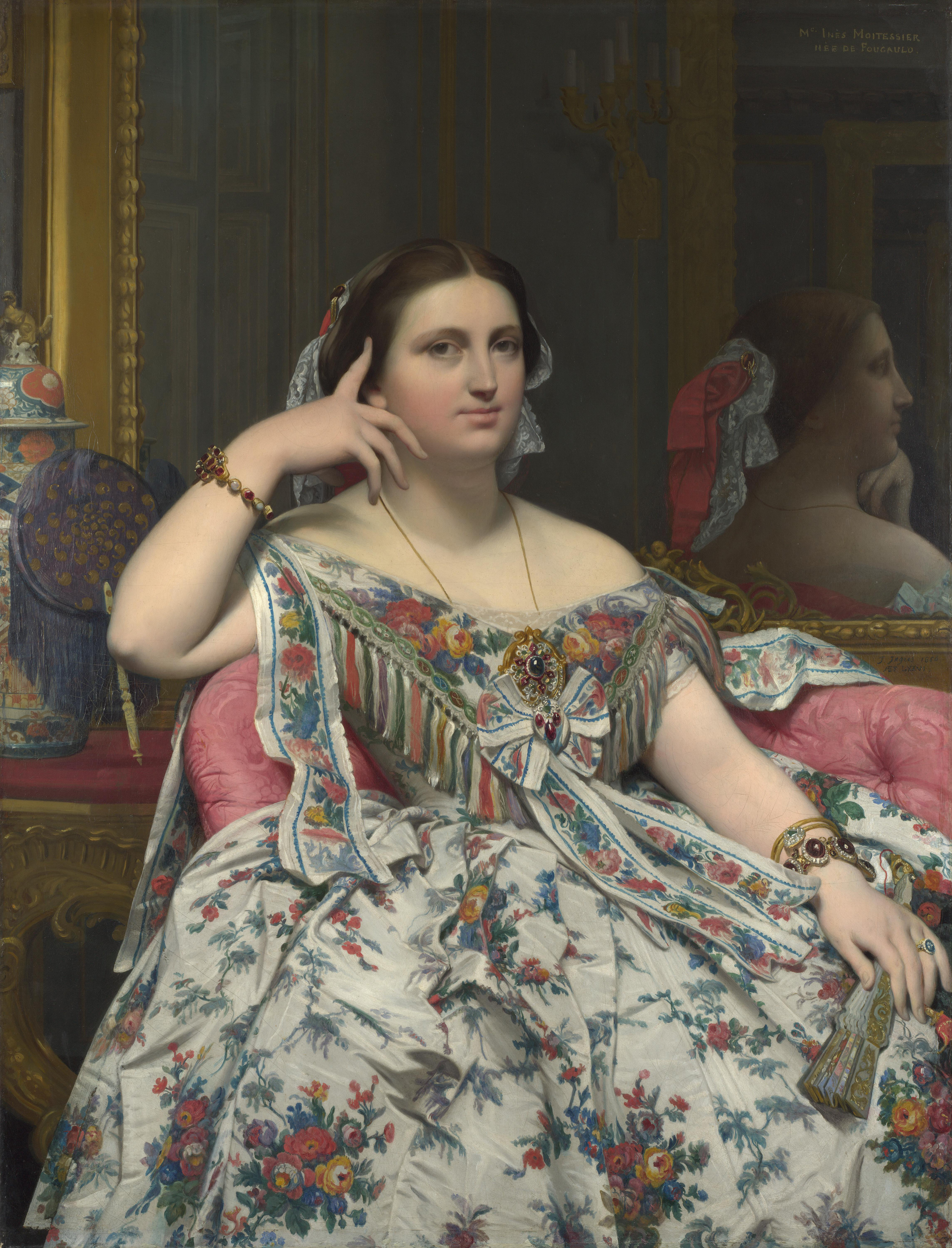
1856年の『イネス・モワテシエ夫人』。ロンドン・ナショナル・ギャラリー所蔵。

絵画は彼の未完成の『イネス・モワテシエ夫人』（1844年 - 1856年頃）、『彫刻家ロレンツォ・バルトリーニ』（Le sculpteur Lorenzo Bartolini）、そして1808年頃に制作が開始された『海から上がるヴィーナス』（Vénus Anadyomène）と並んで、彼のアトリエで12月に最初に展示された 1854年までアングルが所持していた。批評家の1人はポーリンを「洗練された、繊細で、指先に気品のある･･･貴族の素晴らしい化身」と評した。一般的にそれは彼のドーソンヴィル伯爵夫人、およびロートシルト男爵夫人の肖像画と同様の高い評価を得ている。
本作品は即座に重要かつ大きな成功を収め、広く称賛された。ほとんどの批評家は身体的な変形の巧妙さを理解したが、1人の記者が「A. de G.」の署名入りで少数派の学術的見解を表し、彼女について「小さな、生気を失った、病弱な女性。彼女の細い腕は、彼女の前に置かれたアームチェアに寄り掛かっています。アングル氏は、これまでにない方法でこれらの大きな、ヴェールで覆われ、視力を奪れた目を描写しました。彼はこの顔に現実の世界で彼が見たにちがいない、消極的な表情を与え、そしてそれを確実なタッチで再現しました」と説明した。
批評家の大半はドレスやアクセサリー、室内装飾を描写する際にアングルが細部にいたるまでこだわって描いていることを特筆し、そのうちの何人かはヤン・ファン・エイクの精密さを引き合いに出しながら、画家が創造性の絶頂にあると見なした。何人かの批評家は伯爵夫人の目と表情に憂鬱の暗示を見い出した。

## 来歴
ポリーヌの死後、アルベールは宗教史に関する彼女の3冊の論文を発表した。彼は人生の残された期間、ポリーヌの肖像画を布で覆い、ベルベットのカーテンの後ろに隠して、選ばれた展覧会のみに貸し出した。 彼の死後、肖像画は画廊ウィルデンシュタインを介して銀行家であり美術コレクターであったロバート・リーマン（リーマン・ブラザーズの創業者の弟エマニュエル・リーマンの孫）に売却された1958年までブロイ家が所有した。1969年にロバート・リーマンが死去すると、彼のコレクションはロバート・リーマン財団に遺贈された。財団はコレクションをそのまま展示するという彼の希望を叶えるため、所有者が生前に会長を務めていたメトロポリタン美術館と交渉した。その結果、翌年に本作品を含む3000ものコレクションが美術館に寄贈された。現在、本作品はメトロポリタン美術館のリーマン翼（Lehman Wing）で展示されている。ポリーヌの頭を飾っているマラブーの羽根はメトロポリタン美術館の服飾研究所（Costume Institute）に売却されたが、肖像画に見られる宝石類とアクセサリーの大部分はブロイ家が所有している。

## ギャラリー

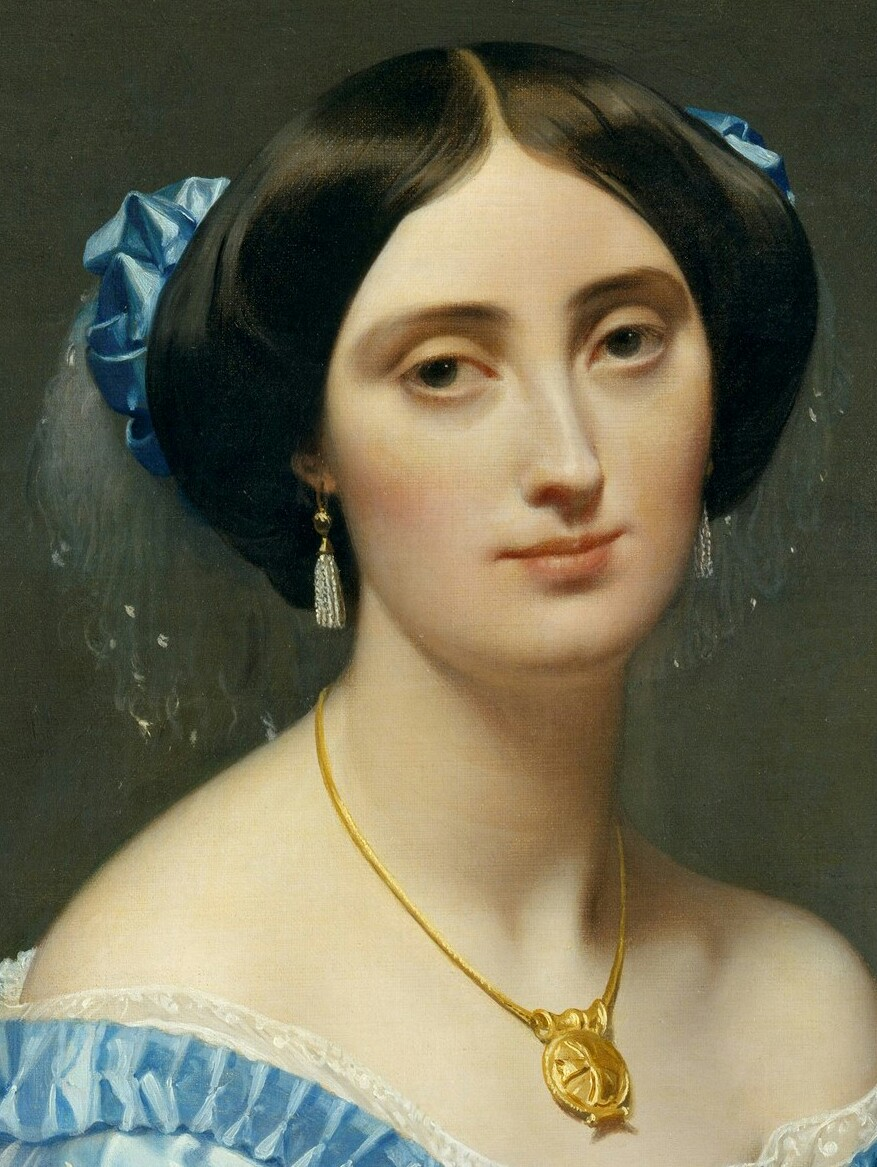
ポリーヌの頭飾り、イヤリング、ネックレス（ディテール）
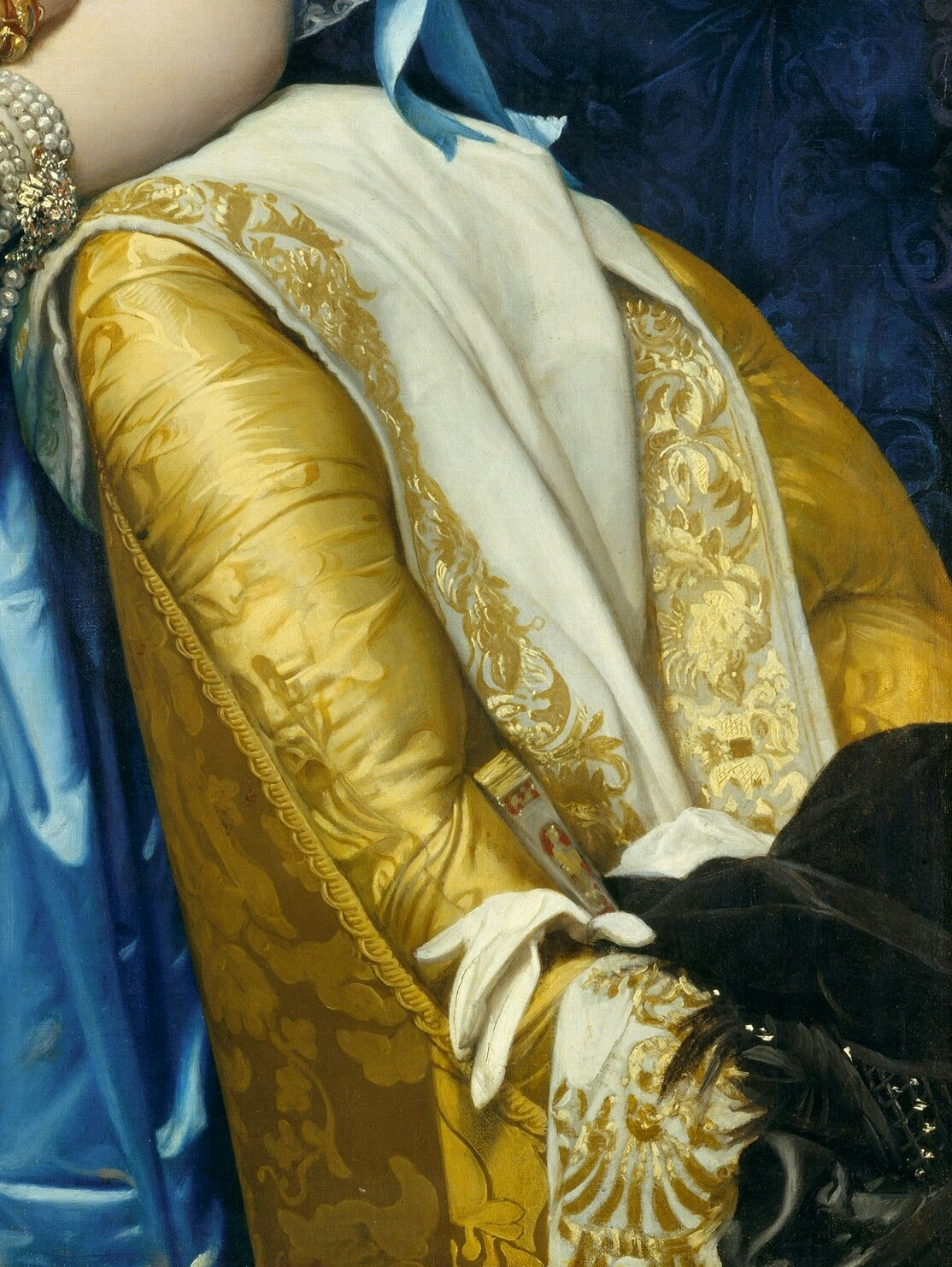
アームチェアとその上に置かれた黒の帽子と手袋（ディテール）
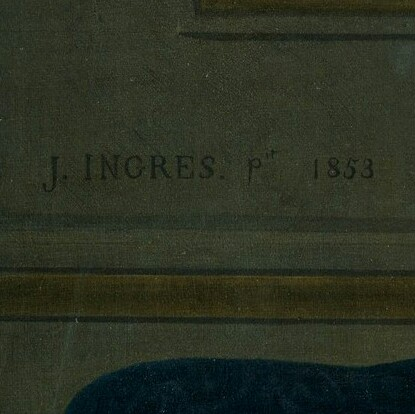
アングルのサインと日付（ディテール）
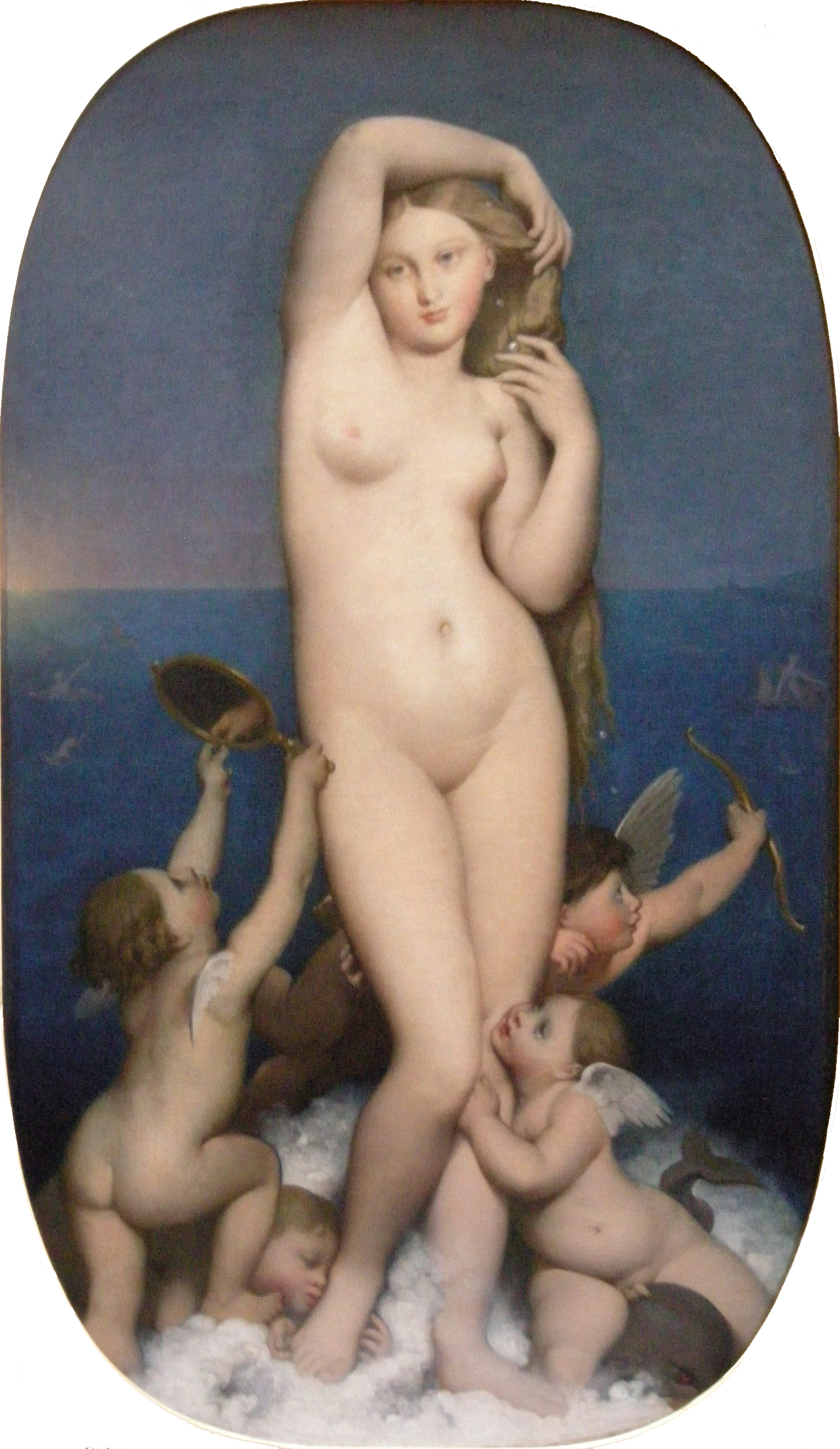
『海から上がるヴィーナス』1808年-1848年 コンデ美術館所蔵